# Academicus
Az Academicus nemzetközi tudományos folyóirat.

## Leírás
A folyóiratot Arta Musaraj alapította és vezeti 2008 óta. Nemzetközi szerkesztőbizottsággal rendelkezik, akik főként az akadémiai szféra elitjéhez tartoznak.
Évente kétszer kerül kiadásra angol nyelven, rendelkezik hagyományos (ISSN 2079-3715) és elektronikus nemzetközi azonosító számmal (eISSN 2309-1088).
Főként tudományos tanulmányok eredményeit tartalmazza közgazdaságtani, politikai, társadalomtudományos és jogi témában.
A cikkek ingyenesen elérhetőek és letölthetőek PDF formátumban a folyóirat honlapján, mindazonáltal megtalálhatóak az alábbi online adatbázisokban is:
- EBSCO
- ProQuest
- Directory of Open Access Journals (DOAJ)
- Central and Eastern Europe Online Library (CEEOL)
- RePEc (Research Papers in Economics)
- ERIH - European Reference Index for the Humanities